# Thalassa

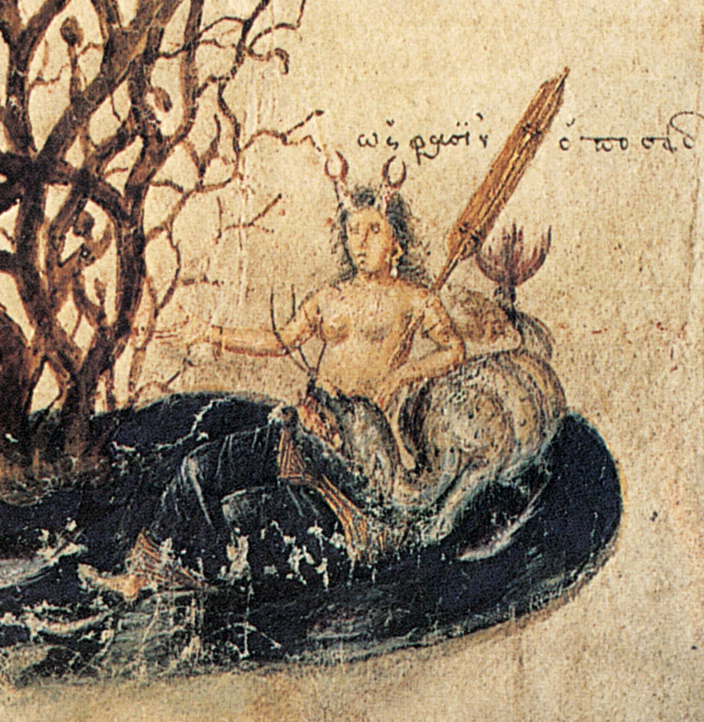
Detalj från Wiener Dioskurides, före 512

Denna artikel behandlar den mytologiska figuren Thalassa. För månen, se Thalassa (måne).
Thalassa (grek. Θάλασσα) var ett havsväsen i grekisk mytologi och var en av universums tidiga varelser. Hon var dotter till Aither (Luften) och Hemera (Dagen).
Likt de flesta tidigare andeväsena var hon inte en personifiering av havet, utan var havet självt. Hennes far var det första av de fyra elementen, luften, och hon själv utgjorde vattenelementet.

## Attribut
En av porträtteringarna av Thalassa i mosaik visar henne till hälften sammansmält med havet fast med en kvinnlig överkropp. På huvudet hade hon krabbklor som två horn, hennes kläder utgjordes av sjögräs och i händerna höll hon en skeppsåra.

## Havens härskare
Thalassa var gift med Pontos, även han var ett havsväsen som förkroppsligade Medelhavet. Thalassa och Pontos liknades ibland med den senare mytologins havsgud Poseidon och hans hustru Amfitrite som kom att regera över haven efter titanernas undergång.

## Thalassas barn
(Faderns namn står i fet stil)
- Halia
- Pontos: Havets fiskar.

### Osäkra föräldraskap
Ett klassiskt problem i den grekiska mytologin är föräldraskap. Det finns ofta lika många olika föräldrar som det finns versioner av myterna och vissa karaktärer kan därför ha flera möjliga föräldrar. Följande mytologiska figurer kan Thalassa ha varit mor till:
- Telkhinerna